# Sérgio Sousa Pinto
Sérgio Paulo Mendes de Sousa Pinto (Lisboa, 29 de julho de 1972) é um jurista e político português, ex-líder da Juventude Socialista e atualmente deputado na Assembleia da República e Presidente da Comissão de Negócios Estrangeiros e Comunidades Portuguesas.

## Biografia
Estudou no Jardim-Infantil Pestalozzi, na Escola Preparatória Nuno Gonçalves, na Escola Secundária Gil Vicente e na Faculdade de Direito da Universidade de Lisboa, quando se começou a interessar por política, onde ponderou juntar-se à Juventude Comunista Portuguesa, mas, a conselho dos pais, esperou alguns anos, tendo-se filiado na Juventude Socialista, contribuindo para a sua reestruturação. Em 1994, foi eleito Secretário-Geral dessa estrutura, e, em 1995, foi eleito deputado à Assembleia da República pelo Distrito do Porto.
No seu primeiro período como deputado, destacou-se, sobretudo, pela defesa das uniões de facto entre homossexuais e da interrupção voluntária da gravidez, tendo, por isso, entrado em confronto com o então Secretário-Geral do Partido Socialista e Primeiro-Ministro António Guterres, socialmente conservador, principalmente após a submissão da lei do aborto a referendo (apesar de ter sido aprovada na Assembleia da República) a referendo nacional. A lei foi chumbada em referendo, em junho de 1998 por cerca de 1%.
Em 1999, fez parte das listas para o Parlamento Europeu, sendo eleito eurodeputado e reeleito em 2004. Durante esses dois mandatos, fez parte da Comissão das Liberdades e dos Direitos dos Cidadãos, da Justiça e dos Assuntos Internos (1999-2004), da Comissão dos Assuntos Constitucionais (2004-2009) e da Delegação para as Relações com o Mercosul (2007-2009).
Regressou à Assembleia da República em 2009 e, em outubro de 2015, demitiu-se do secretariado nacional do PS por não concordar com a estratégia de António Costa de tentar formar governo com o Partido Comunista Português e Bloco de Esquerda.
Atualmente, é comentador residente na CNN Portugal.

### Posições políticas
Considerado socialista e libertário, tem como principais referências políticas Mário Soares e Winston Churchill.
Desde 2015, é considerado como pertencente a uma ala direita do Partido Socialista por ser contra a união do PS com o Partido Comunista Português e o Bloco de Esquerda, apesar de ter sido considerado da ala esquerda durante a década de 1990, devido à defesa das uniões de facto e do aborto.

## Resultados eleitorais

### Eleições legislativas
| Data | Partido | Partido | Circulo eleitoral | Posição     | Cl.     | Votos        | %            | +/-    | Status |
| ---- | ------- | ------- | ----------------- | ----------- | ------- | ------------ | ------------ | ------ | ------ |
| 1995 |         | PS      | Porto             | 8.º (em 37) | 1.º     | 467 512      | 46,7 / 100,0 |        | Eleito |
| 2009 | Aveiro  | PS      | 3.º (em 16)       | 2.º         | 131 787 | 33,8 / 100,0 |              | Eleito |        |
| 2011 | Aveiro  | PS      | 3.º (em 16)       | 2.º         | 99 646  | 25,9 / 100,0 | 7,8          | Eleito |        |
| 2015 | Lisboa  | PS      | 7.º (em 47)       | 2.º         | 386 534 | 33,5 / 100,0 |              | Eleito |        |
| 2019 | Lisboa  | PS      | 11.º (em 48)      | 1.º         | 404 677 | 36,7 / 100,0 | 3,2          | Eleito |        |
| 2022 | Lisboa  | PS      | 13.º (em 48)      | 1.º         | 482 606 | 40,8 / 100,0 | 4,1          | Eleito |        |
| 2024 | Lisboa  | PS      | 6.º (em 48)       | 1.º         | 365 793 | 27,7 / 100,0 | 13,1         | Eleito |        |

### Eleições europeias
| Data | Partido    | Partido | Posição    | Cl.       | Votos        | %            | +/-    | Status |
| ---- | ---------- | ------- | ---------- | --------- | ------------ | ------------ | ------ | ------ |
| 1999 |            | PS      | 7º (em 25) | 1.º       | 1 493 146    | 43,1 / 100,0 |        | Eleito |
| 2004 | 6º (em 24) | PS      | 1.º        | 1 516 001 | 44,5 / 100,0 | 1,4          | Eleito |        |

## Obras
- «A República à Deriva», Gradiva, Edição:11-2020[2].
- «Diálogo de Gerações», Temas e Debates, Edição:05-2011[12].